# 拜倫·韋伯斯特
拜倫·韋伯斯特（英語：Byron Webster；1987年3月31日—）是一位英格蘭足球運動員。在場上的位置是後衛。他現在效力於英格蘭足球甲級聯賽球隊米爾沃爾足球俱樂部。

## 外部連結
- Byron Webster profile at Millwall F.C.
- 足球数据库：拜倫·韋伯斯特的球员统计数据